# Sajid-Wajid
Sajid-Wajid est un duo de compositeurs indiens de musique de film de Bollywood formé par Sajid Ali Khan et son frère Wajid Ali Khan (7 octobre 1977 - 31 mai 2020).
Ils ont composé plusieurs bandes originales pour les films de l'acteur Salman Khan incluant : Tumko Na Bhool Paayenge (2002), Tere Naam (2003), Chori Chori (2003), Garv (2004), Mujhse Shaadi Karogi (2004), Partner (2007), Hello (2008), God Tussi Great Ho (2008), Wanted (2009), Main Aur Mrs Khanna, (2009), Veer (2010) et Dabangg (2010).
Wajid Ali Khan est décédé le 31 mai 2020, à l'âge de 42 ans, à l'hôpital Surana  de Mumbai.

## Filmographie
En tant que compositeurs :
- Dabangg (2010)
- Veer (2010)
- Main Aurr Mrs Khanna (2009)
- Wanted (2009)
- Kal Kissne Dekha (2009)
- God Tussi Great Ho (2009)
- Hello (2008)
- Khalballi (2008)
- Partner (2007)
- Jaane Hoga Kya (2006)
- Shaadi Karke Phas Gaya Yaar (2006)
- The Killer (2006)
- Saawan - The Love Season (2006)
- Jawani Diwani - A Youthful Joyride (2006)
- Mashooka (2005)
- Chetna - The Excitement (2005)
- Kuchh Kaha Aapne (2004)
- Mujhse Shaadi Karogi (2004)
- Chori Chori (2003)
- Gunaah (2002)
- Sharaarat (2002)
- Hum Tumhare Hain Sanam (2002)
- Kya Yehi Pyaar Hai (2002)
- Tumko Na Bhool Paayenge (2002)
- Maa Tujhhe Salaam (2002)
- Yeh Zindagi Ka Safar (2001)
- Mitti (2001)
- Baaghi (2000)
- Khauff (2000)
- Hello Brother (1999)
- Pyar Kiya To Darna Kya (1998)

En tant qu'acteur (Sajid Ali Khan) :
- Sapno Ke Desh Mein (2011) : Raj
- Singam (2010) : Vel
- Wanted (2009) : ami de Radhe

En tant que chanteur (Sajid Ali Khan) :
- Partner (2007)
- Wanted (2009)
- Kal Kisne Dekha (2009)
- Main Aur Mrs Khanna (2009)

En tant que parolier :
- Gharwali Baharwali (1998)